# Escuela romántica de ajedrez
Se podría definir a la Era Romántica de ajedrez como aquella que tiende a buscar la belleza en ajedrez a través de fantásticas combinaciones, lo que se plasma en sus ideas sobre el ajedrez y en su práctica. Se desarrolla plenamente entre 1830 y 1880 y durante esa época no se concibe otro tipo de partida que no fuese el juego abierto, con continuos ataques y contraataques en la que la jugada más espectacular era el culmen de la partida. El final sólo era considerado como parte de la partida si no se había ganado antes por medio de una combinación espectacular.
Curiosamente la Escuela Romántica se desarrolla tras los importantes aportes teóricos de Philidor, totalmente antirrománticos, pero a mediados del siglo XIX el romanticismo, y el culto al genio, era una actitud de vida que impregnaba toda la sociedad. No se trataba de una involución, sino de una recuperación de los clásicos.
El encuentro entre La Bourdonnais y McDonnell asienta definitivamente esta tendencia, aunque sus más notables representantes serán Adolf Anderssen, Joseph Henry Blackburne, Lionel Kieseritzky, Paul Morphy, Daniel Harrwitz, Johannes Zúkertort, Howard Staunton, Pierre Saint-Amant, etc.